# Dietmar Nietan

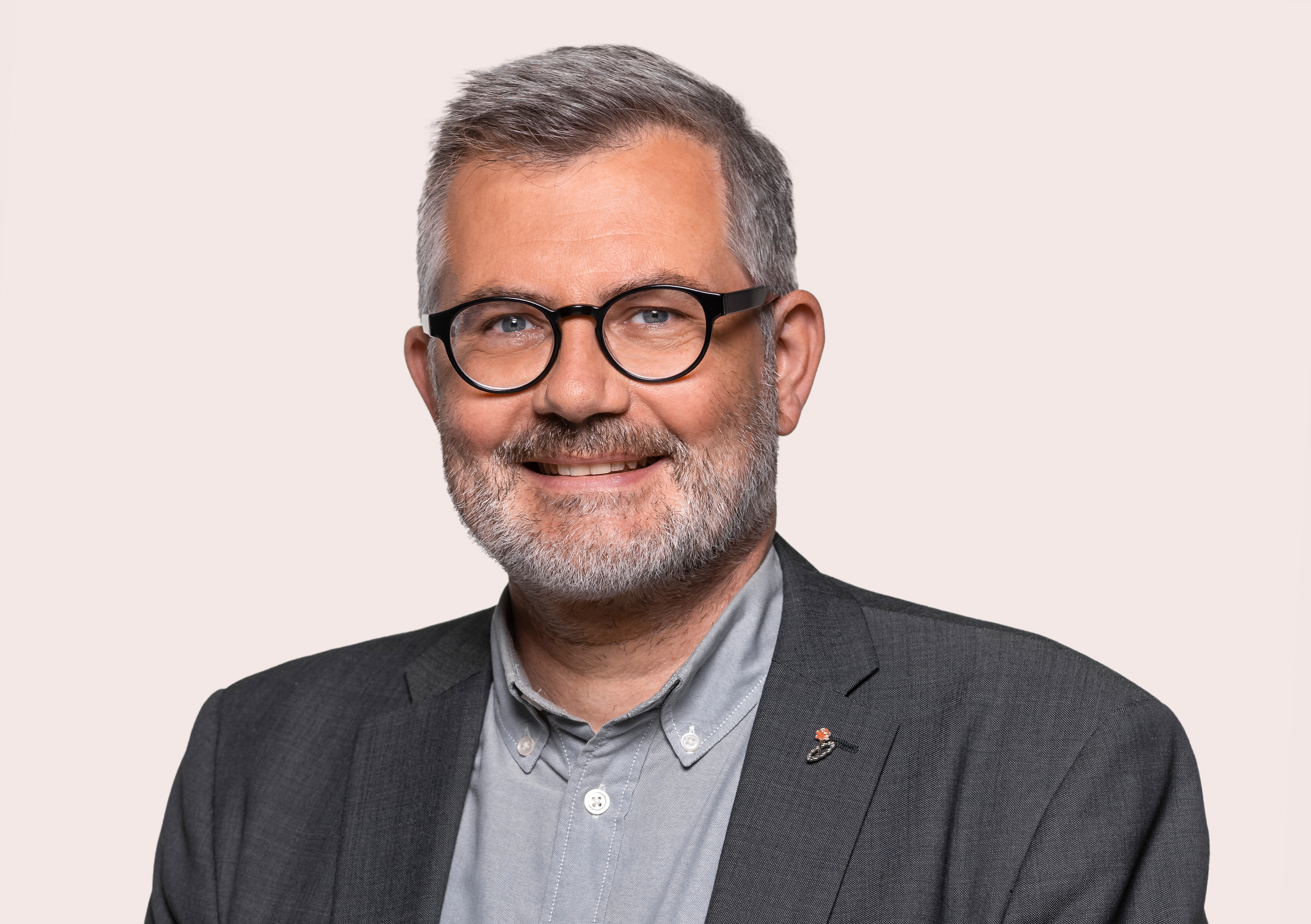
Dietmar Nietan (2021)

Dietmar Heinrich Nietan (* 25. Mai 1964 in Düren) ist ein deutscher Politiker (SPD). Von 1998 bis 2005 und von 2009 bis 2025 war er Mitglied des Deutschen Bundestages. Seit November 2010 bis Oktober 2022 war er Vorstandsvorsitzender der Deutsch-Polnischen Gesellschaft Bundesverband und seit Januar 2014 ist er Bundesschatzmeister der SPD. Er gehört in dieser Funktion zum SPD-Parteivorstand.

## Leben und Beruf
Dietmar Nietan besuchte von 1970 bis 1974 die Martin-Luther-Grundschule und von 1974 bis 1983 das Burgau-Gymnasium Düren. Nach dem Abitur leistete er 16 Monate lang bis 1985 Zivildienst in der Pflege im St.-Augustinus-Krankenhaus in Düren-Lendersdorf. Danach studierte er Biologie und Sozialwissenschaften an der Universität zu Köln, ohne das Studium abzuschließen. Erste Berufserfahrung sammelte er als Wahlkreismitarbeiter des damaligen SPD-Bundestagsabgeordneten Josef Vosen. Aus dieser Position heraus zog er 1998 in den Deutschen Bundestag ein.
Dietmar Nietan ist verheiratet und hat eine Tochter und einen Sohn.

## Politik
Nietan trat 1981 in die SPD ein. Von 1984 bis 2010 gehörte er dem Kreistag des Kreises Düren an. Von 1990 bis 1998 war er Vorsitzender des Ortsvereins Düren-Mitte und ab 1998 Vorsitzender des Unterbezirks Düren. Seit 2005 ist er Vorsitzender der SPD Region Mittelrhein. Bei den Bundestagswahlen 1998 und 2002 erlangte er das Direktmandat des Wahlkreises Düren und zog in den Bundestag ein, dem er bis 2005 angehörte. Danach arbeitete Nietan bis zu seinem Wiedereinzug in den Bundestag 2009 als außenpolitischer Berater von Martin Schulz (MdEP) und als Koordinator zwischen der SPD-Bundestags- und EU-Parlamentsfraktion.
Die SPD im Kreis Düren nominierte Nietan erneut als Direktkandidat für den Kreis Düren für die Bundestagswahl 2009, bei der er das Direktmandat verfehlte, aber dennoch über die Landesliste den Wiedereinzug in den Bundestag schaffte.
Seit Anfang 2010 ist Nietan Berichterstatter der SPD-Bundestagsfraktion für alle Fragen der Außen- und Sicherheitspolitik in der Europäischen Union und ist Leiter der Koordinierungsgruppe Türkei des SPD-Parteivorstands. Für die SPD war er Berichterstatter für den gemeinsamen Antrag der Regierungsfraktionen (SPD, CDU/CSU) für die Debatte im Bundestag am 24. April 2015 zum Gedenken an den Völkermord an den Armeniern. Von den Fraktionsspitzen wurde der Begriff „Völkermord“ aus dem Antragstext in die Begründung verbannt. Nietan zeigte sich enttäuscht, „dass anscheinend an entscheidender Stelle an Mut fehlt, einmal auszusprechen, was wirklich geschehen ist“. Es sei nicht hilfreich, sich dem Druck aus der Türkei zu beugen und das Wort „Völkermord“ nicht auszusprechen. Darüber hinaus ist er Mitglied des Vorstands der Landesgruppe der nordrhein-westfälischen SPD-Bundestagsabgeordneten und gehört dem Sprecherkreis der Parlamentarischen Linken in der SPD-Bundestagsfraktion an.
Die Landesdelegiertenkonferenz der SPD in Nordrhein-Westfalen wählte Nietan am 16. März 2013 auf den fünften Platz der Landesreserveliste für die Bundestagswahl 2013. Er erhielt 99 Prozent der abgegebenen Stimmen.
Bei der Bundestagswahl 2013 erreichte Nietan 34,24 % der Stimmen und zog über einen Listenplatz wieder in den Bundestag ein.
Am 26. Januar 2014 wurde Nietan mit 84,3 % zum Bundesschatzmeister der SPD gewählt. Somit trat er die Nachfolge von Barbara Hendricks an, die zuvor zur Bundesministerin berufen worden war.
Bei der Bundestagswahl 2017 erreichte er 32 % und erneut einen Listenplatz.
Nietan ist Mitglied der überparteilichen Europa-Union Deutschland, die sich für ein föderales Europa und den europäischen Einigungsprozess einsetzt. Im 19. Deutschen Bundestag ist Nietan ordentliches Mitglied im Auswärtigen Ausschuss und gehört als stellvertretendes Mitglied dem Ausschuss für Bildung, Forschung und Technikfolgenabschätzung an.
Am 14. März 2021 wurde Nietan zum siebten Mal mit 95,89 % zum Bundestagskandidaten der SPD Kreis Düren gewählt. Bei den Wahlen am 26. September 2021 erreichte er 30,8 % der Erststimmen und zog über die SPD-Landesliste Nordrhein-Westfalen erneut in den Deutschen Bundestag ein.
Von März 2022 bis Mai 2025 hatte Nietan die Position des „Koordinators für die deutsch-polnische zwischengesellschaftliche und grenznahe Zusammenarbeit“ (kurz „Polen-Beauftragter“ der Bundesregierung) inne.
Im März 2024 teilte Nietan mit, bei der Bundestagswahl 2025 nicht erneut zu kandidieren.

## Mitgliedschaften in Stiftungen
Dietmar Nietan arbeitet in verschiedenen deutschen und internationalen Stiftungen mit. Er hat die folgenden Positionen inne:
- Ko-Vorsitzender des Stiftungsrates der Stiftung für die internationale Jugendbegegnungsstätte in Oświęcim (Auschwitz)[11]
- Mitglied des Kuratoriums der Stiftung „Erinnerung, Verantwortung und Zukunft“ (Zwangsarbeiterentschädigung), Berlin[12]
- Mitglied des Stiftungsvorstandes der Stiftung Lebenshilfe, Düren[13]
- Mitglied im Stiftungsrat der Stiftung und Vereinigung für Grundwerte und Völkerverständigung[14]

## Ehrungen
- Mkhitar-Gosh-Staatsorden der Republik Armenien[15]